# Adolf
Adolf je muško germansko ime. Potječe od izraza Adalwolf (plemeniti vuk).Izvedeno je od starogermanskih riječi adal (plemeniti) i Wulf (vuk). Ime je srodno anglosaksonskom obliku Æthelwulf. Adolf je ime nekoliko kraljeva Švedske, uključujući najpoznatijeg Gustava II. Adolfa. Iako izvorno germansko, kulturološkim utjecajem Svetog Rimskog carstva raširilo se i među slavenskim i romanskim narodima. Nakon Drugog svjetskog rata to se ime često povezivalo s Adolfom Hitlerom, što je dovelo do smanjenja njegove uporabe.
Od imena Adolf izvedena su i prezimena Adolfssen i Adolfsson (Adolfov sin).

## Stigmatizacija
Ime Adolf često se davalo djeci u Njemačkoj u 19. stoljeću, pa sve do kraja Drugog svjetskog rata. S obzirom na Adolfa Hitlera, nakon toga korištenje imena se drastično smanjilo i postalo naširoko izbjegavano. Ime je još uvijek često među sada starijim osobama.
Također, francuska inačica imena Adolphe, prethodno uobičajeno ime u Francuskoj popularizirano prema istoimenom klasičnom dijelu francuske književnosti autora Benjamina Constanta, gotovo da je nestala. Jednako je prošlo i talijansko ime Adolfo. Međutim, usprkos svim događajima, ime Adolfo ostalo je u uporabi u španjolskim i portugalskim govornim područijma.
Zbog ugleda imena, Adolf Dassler, osnivač njemačke tvrtke Adidas, počinje koristiti nadimak "Adi", te po svome nadimku i daje ime tvrtki.

## Inačice na drugim jezicima
- Adolphus (latinski)
- Adolfo (španjolski, talijanski, portugalski)
- Adolphe (francuski)

## Poznati osobe koje nose ime Adolf
- Adolf Hitler, nacistički vođa
- Adolf Butenandt, njemački kemičar
- Adolf Eichmann, nacistički zločinac
- Adolf Fehr, švicarski hokejaš na travi
- Adolf Bratoljub Klaić, hrvatski jezikoslovac i prevoditelj
- Adolf Dragičević, hrvatski akademik, predavač političke ekonomije[3]
- Adolf Mošinsky, hrvatski političar
- Adolf Patek, austrijski nogometaš
- Adolf Polegubić, hrvatski teolog
- Adolf Schmal, austrijski biciklist
- Adolfo Veber Tkalčević, hrvatski jezikoslovac
- Adolf Dado Topić, hrvatski pjevač
- Adolf von Baeyer, njemački kemičar
- Adolf Verybad, lik iz stripa Zagor
- Adolf Waldinger, hrvatski slikar
- Adolphe Adam-francuski skladatelj
- Adolphe Thiers-francuski državnik i povjesničar
- Adolph Tidemand-norveški slikar
- Adolphe Goemaere-bivši belgijski hokejaš na travi
- Adolphe Quetelet-flamanski astronom, matematičar, statističar i sociolog

### Katolički svetci
- Sveti Adolf Ludigo-Mkasa, Uganda, slavi se 3. lipnja
- Sveti Adolf od Teckelburga, njemački redovnik i biskup, slavi se 13. veljače
- Sveti Adolf od Cordobe, mučenik iz Cordobe iz 9. stoljeća, slavi se 27. rujna